# Kanaat
Een kanaat (ook: khanaat, chanaat) was een door een kan geregeerd feodaal vorstendom, onder meer in Centraal-Azië. De titel k(h)an of chan is afkomstig uit het Mongools of Turks en beduidde oorspronkelijk vaagweg leider, meestal op tribaal of patriarchaal niveau.
Dzjengis Khan, troonnaam van Temoedjin, bouwde na het verenigen van de voordien verdeelde Mongoolse en Turkse stammen een ongezien wereldrijk uit, onder hem als grote khan. Na zijn dood raakte het snel verdeeld door opvolgingstwisten. Het bekendste opvolgerskanaat is waarschijnlijk het Mongoolse kanaat van de Gouden Horde dat in de 13e eeuw grote delen van Azië beheerste.
Ook door Turkse volken werd de titel gebruikt. Zo hadden de Göktürken en de Tataren deze regeringsvorm. De Tataren stichtten na de val van de Gouden Horde onder meer het kanaat Kazan, het Krim-kanaat en het kanaat Astrachan, alsook het oostelijk kanaat Sibir (rond Tobolsk), dat zijn naam gaf aan Siberië na inlijving door het tsarenrijk. 
Ook Oost-Turkestan, het huidige Chinese Xinjiang-Oigoer is – zoals de dualiteit van zijn volledige benaming weergeeft – het terrein geweest van diverse kanaten, zoals het Turkse Kashgarië en de viervoudige 'Kalmukse' (Mongoolse) confederatie Dörben Oyriad. Er zijn diverse kanaten geweest in Perzië, waaronder het machtige, in 1295 gevestigde ilkanaat, een van de Mongoolse opvolgerskanaten, en regionale zoals het kanaat Tabriz (Iraans Azerbeidzjan) of quasi lokaal-tribale, zoals in Maku. Oezbeken domineerden in West-Turkestan gelegen kanaten Buchara en Kokand. De laatste kanaten in de latere Sovjet-Unie werden in de negentiende eeuw door Rusland geannexeerd. Ook de Kaukasus telde een aantal kleine kanaten, vooral in Azeristan, maar ook het kanaat Jerevan in Armenië.